# Eretmodus
Eretmodus is een geslacht van straalvinnige vissen uit de familie van de cichliden (Cichlidae).

## Soorten
- Eretmodus cyanostictus Boulenger, 1898
- Eretmodus marksmithi Burgess, 2012